# Corybas
Corybas är ett släkte av orkidéer. Corybas ingår i familjen orkidéer.

## Bildgalleri

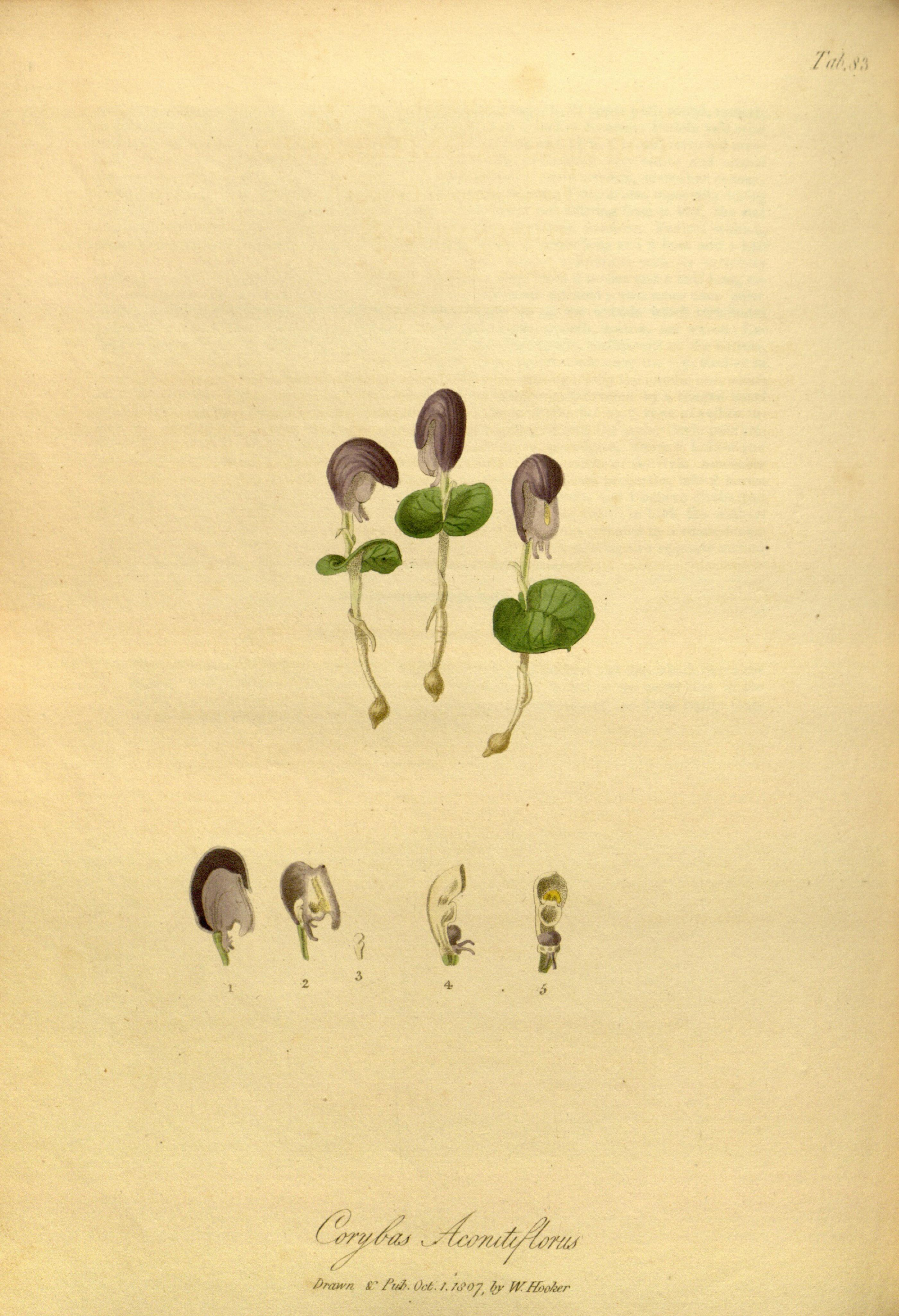
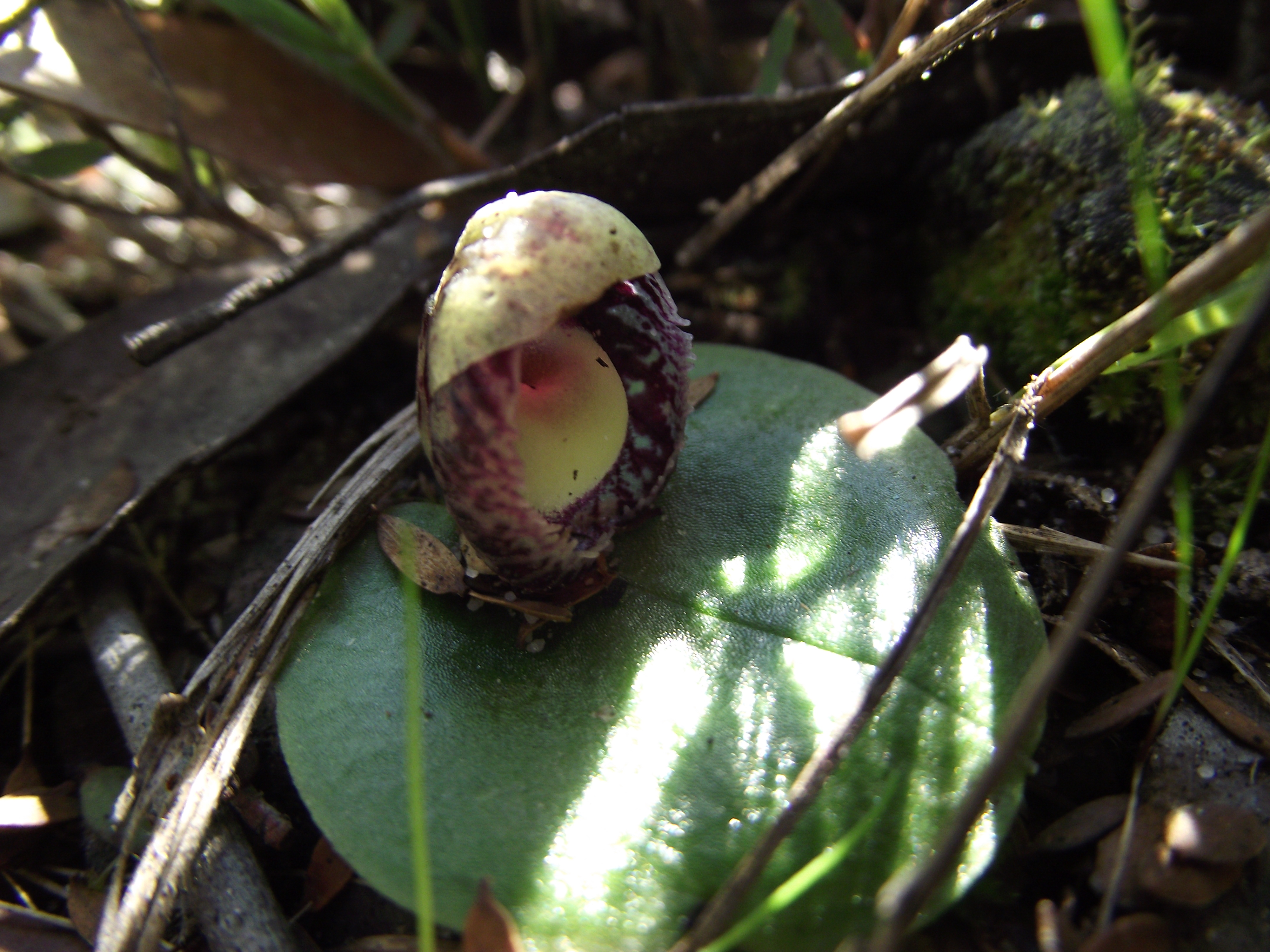
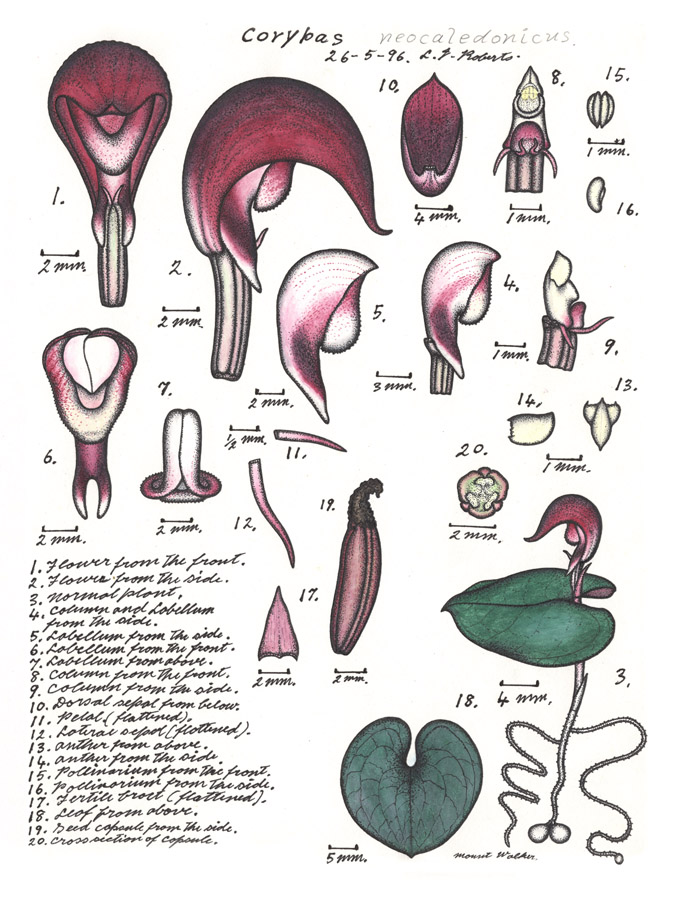
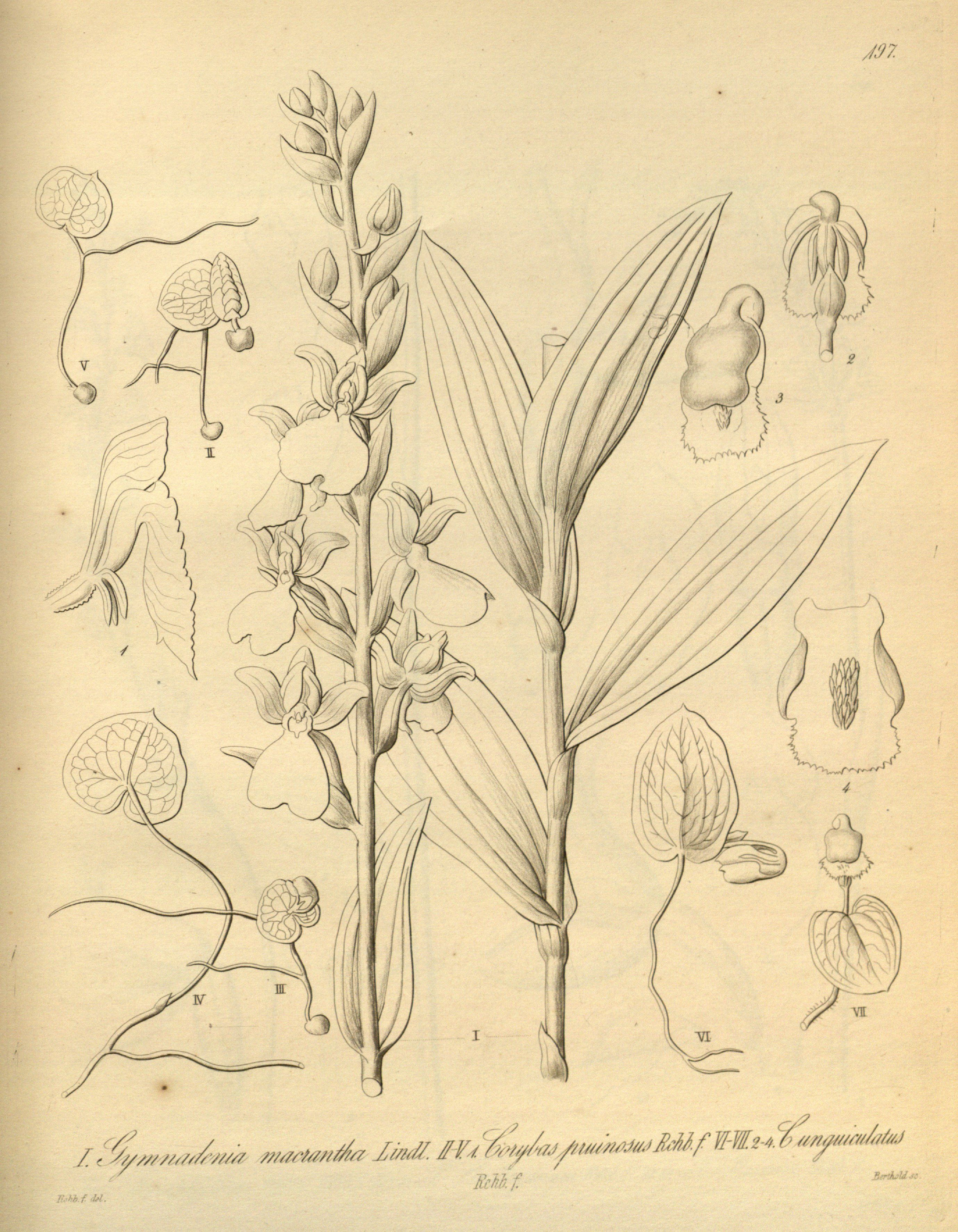

## Dottertaxa tillCorybas, i alfabetisk ordning[1]
- Corybas abditus
- Corybas abellianus
- Corybas aberrans
- Corybas aconitiflorus
- Corybas acuminatus
- Corybas acutus
- Corybas aduncus
- Corybas albipurpureus
- Corybas amabilis
- Corybas amungwiwensis
- Corybas annamensis
- Corybas arachnoideus
- Corybas arfakensis
- Corybas aristatus
- Corybas bancanus
- Corybas barbarae
- Corybas betchei
- Corybas betsyae
- Corybas boridiensis
- Corybas bryophilus
- Corybas calcicola
- Corybas calliferus
- Corybas calopeplos
- Corybas calophyllus
- Corybas carinatus
- Corybas carinulifer
- Corybas carsei
- Corybas caudatus
- Corybas cerasinus
- Corybas cheesemanii
- Corybas comptus
- Corybas crenulatus
- Corybas cryptanthus
- Corybas cyclopensis
- Corybas cymatilis
- Corybas dentatus
- Corybas despectans
- Corybas diemenicus
- Corybas dienemus
- Corybas dowlingii
- Corybas ecarinatus
- Corybas ekuamensis
- Corybas epiphyticus
- Corybas erythrocarpus
- Corybas expansus
- Corybas fanjingshanensis
- Corybas fenestratus
- Corybas fimbriatus
- Corybas fordhamii
- Corybas fornicatus
- Corybas gastrosiphon
- Corybas geminigibbus
- Corybas gemmatus
- Corybas gibbifer
- Corybas himalaicus
- Corybas hispidus
- Corybas holttumii
- Corybas imperatorius
- Corybas incurvus
- Corybas insulifloris
- Corybas iridescens
- Corybas karkarensis
- Corybas karoensis
- Corybas kinabaluensis
- Corybas klossii
- Corybas koresii
- Corybas laceratus
- Corybas ledermannii
- Corybas leucotyle
- Corybas limpidus
- Corybas longipedunculatus
- Corybas longipetalus
- Corybas macranthus
- Corybas mammilliferus
- Corybas mankiensis
- Corybas merrillii
- Corybas minutus
- Corybas mirabilis
- Corybas miscellus
- Corybas moluccanus
- Corybas montanus
- Corybas montis-stellaris
- Corybas muluensis
- Corybas muscicolus
- Corybas nanus
- Corybas naviculisepalus
- Corybas neocaledonicus
- Corybas oblongus
- Corybas orbiculatus
- Corybas palearifer
- Corybas papa
- Corybas pictus
- Corybas piliferus
- Corybas ponapensis
- Corybas porphyrus
- Corybas praetermissus
- Corybas pruinosus
- Corybas puberulus
- Corybas puniceus
- Corybas ramosianus
- Corybas recurvus
- Corybas ridleyanus
- Corybas rivularis
- Corybas roseus
- Corybas rotundifolius
- Corybas royenii
- Corybas saprophyticus
- Corybas scutellifer
- Corybas selangorensis
- Corybas serpentinus
- Corybas sexalatus
- Corybas simbuensis
- Corybas sinii
- Corybas smithianus
- Corybas solomonensis
- Corybas speculum
- Corybas stenotribonos
- Corybas striatus
- Corybas subalpinus
- Corybas sulcatus
- Corybas taiwanensis
- Corybas taliensis
- Corybas torricellensis
- Corybas trilobus
- Corybas umbonatus
- Corybas umbrosus
- Corybas undulatus
- Corybas unguiculatus
- Corybas urikensis
- Corybas ventricosus
- Corybas vespertilionis
- Corybas villosus
- Corybas vinosus